# Kanton Croisilles
Croisilles is een voormalig kanton van het Franse departement Pas-de-Calais. Het kanton maakte deel uit van het arrondissement Arras. Het werd opgeheven bij decreet van 24 februari 2014 met uitwerking in 2015.

## Gemeenten
Het kanton Croisilles omvatte de volgende gemeenten:
- Ablainzevelle
- Ayette
- Boiry-Becquerelle
- Boisleux-au-Mont
- Boisleux-Saint-Marc
- Boyelles
- Bucquoy
- Bullecourt
- Chérisy
- Courcelles-le-Comte
- Croisilles (hoofdplaats)
- Douchy-lès-Ayette
- Écoust-Saint-Mein
- Ervillers
- Fontaine-lès-Croisilles
- Gomiécourt
- Guémappe
- Hamelincourt
- Héninel
- Hénin-sur-Cojeul
- Mory
- Moyenneville
- Noreuil
- Saint-Léger
- Saint-Martin-sur-Cojeul
- Vaulx-Vraucourt
- Wancourt

Deze zijn thans verdeeld over de kantons Bapaume en Arras-3